# Corba hiperel·líptica

Una corba hiperel·líptica amb l'equació y = sqrt. La corba vermella [f(x)] mostra l'arrel quadrada principal, mentre que la corba verda [g(x)] mostra l'altra arrel quadrada.

En geometria algebraica, una Corba hiperel·líptica (sobre els nombres complexos) és una corba algebraica donada per una equació de la forma
{\displaystyle y^{2}=f(x)}
On f(x) és un polinomi de grau n > 4 amb n arrels distintes. Una funció hiperel·líptica és una funció del Cos de funcions de tal corba; o possiblement la varietat jacobiana de la corba, aquests dos conceptes són el mateix pel cas de les funcions el·líptiques, però diferents en aquest cas.

## Gènere de la corba
El grau del polinomi determina el gènere de la corba: un polinomi de grau 2g + 1 o 2g + 2 dona una corba de gènere g. Quan el grau és igual a 2g + 1, la corba s'anomena una corba hiperel·líptica imaginària, mentre que quan és igual a 2g + 2 s'anomena corba hiperel·líptica real. Aquesta afirmació sobre el gènere també és certa per g = 0 o 1, però aquelles corbes no s'anomenen "hiperel·líptiques". Pel cas g = 1 (si s'escull un punt donat) és una corba el·líptica. D'aquí la terminologia.

## Formulació i elecció de model
Mentre aquest model és la manera més senzilla de descriure corbes hiperel·líptiques, una tal equació tindrà un punt singular a infinit en el Pla projectiu. Aquesta característica és específica al cas n > 4. Per tant, en donar tal equació per especificar una corba no singular, s'assumeix gairebé sempre que se suposa un model no singular, equivalent en el sentit de geometria birracional.
Per ser més precisos, l'equació defineix una extensió quadràtica de C(x), i és aquest camp funcional al que es refereix. El punt singular a l'infinit es pot eliminar (ja que és una corba) pel procés de normalització (clausura integral). Resulta que després de fer-ho, hi ha un recobriment de la corba amb dues peces afins: la que ja s'ha donat per
{\displaystyle y^{2}=f(x)}
I una altra donada per
{\displaystyle w^{2}=v^{2g+2}f(1/v).}
Les aplicacions per enganxar les dues peces venen donades per
{\displaystyle (x,y)\mapsto (1/x,y/x^{g+1})}
I
{\displaystyle (v,w)\mapsto (1/v,w/v^{g+1}),}
Onsevulga que siguin definides.
In fact geometric shorthand is assumed, with the curve C being defined as a ramified double cover of the projective line, the ramification occurring at the roots of f, and also for odd n at the point at infinity. In this way the cases n = 2g + 1 and 2g + 2 can be unified, since we might as well use an automorphism of the projective line to move any ramification point away from infinity.
De fet la taquigrafia geomètrica és assumida, amb la corba C el ser definit com a ramified coberta doble del projective línia, la ramificació que ocorre a les arrels de f, i també per estrany n al punt a infinitat. D'aquesta manera els casos n = 2g + 1 i 2g + 2 pot ser unificat, de llavors ençà també podríem utilitzar un automorfisme del projective línia per moure qualsevol punt de RAMIFICACIÓ lluny d'infinitat.

## Casos i aplicacions
Totes les corbes del gènere 2 són hiperel·líptiques, però pel gènere ≥ 3 la corba genèrica no és hiperel·líptica. Això es veu heurísticament comprovant la dimensió de l'espai de mòduls. Contant constants, amb n = 2 g + 2, la col·lecció de n punts subjectes a l'acció dels automorfismes de la línia projectiva té (2 g + 2) − 3 graus de llibertat, que és menys de 3 g − 3, el nombre de mòduls d'una corba de gènere g, llevat de g és 2. Se'n sap molt sobre el locus hiperel·líptic en l'espai de mòduls de corbes o varietats abelianes, encara que és més difícil presentar corbes generals no-hiperel·líptiques amb models simples. Una caracterització geomètrica de corbes hiperel·líptiques és via Punts de Weierstrass. S'obtenen més detalls de la geometria de corbes no-hiperel·líptic de la teoria de corbes canòniques, amb mapatge canònic 2-a-1 en corbes hiperel·líptiques però 1-a-1 per g > 2. Les Corbes trigonals són les que es corresponen a prendre una arrel cúbica, en comptes d'una arrel quadrada, d'un polinomi.
La definició per extensions quadràtiques dels camps de funcions racionals funciona per a camps en general excepte en la característica 2; en tots els casos hi ha disponible la definició geomètrica com una coberta doble ramificada de la línia projectiva, si se suposa que és separable.
Les corbes hiperel·líptiques es poden fer servir a criptografia de corbes hiperel·líptiques en criptosistemes basats en el problema del logaritme discret.

## Classificació
Les corbes hiperel·líptiques de gènere donat g tenen un espai de mòduls, íntimament relacionat amb l'anell d'invariants d'una forma binària de grau 2g+2.

## Exemple
Vegeu Superfície de Bolza

## Història
Les funcions hiperel·líptiques es varen publicar per primera vegada per Adolph Göpel (1812-1847) al seu article pòstum Abelsche Transcendenten erster Ordnung (Transcendents abelians de primer ordre) (al Journal für die reine und angewandte Mathematik, volum 35, 1847). Independentment Johann Georg Rosenhain va treballar en aquesta matèria i va publicar Sur les fonctions de deux variables à quatre périodes, qui sont les inverses des intégrales ultra-elliptiques de la première classe (en Mémoires des savants, etc., volums 11, 1851).